# Exochus melanius
Exochus melanius är en stekelart som beskrevs av Valentina I. Tolkanitz 1999. Exochus melanius ingår i släktet Exochus och familjen brokparasitsteklar. Inga underarter finns listade i Catalogue of Life.